# Яковлева, Александра Евгеньевна (певица)
Алекса́ндра Евге́ньевна Я́ковлева (сценический псевдоним Сандра; 21 марта 1889, Санкт-Петербург, Российская империя — 31 января 1979, Париж, Франция) — российская и французская оперная певица (драматическое сопрано), вокальный педагог.

## Биография
Родилась 21 марта 1889 года в Санкт-Петербурге.
Окончила Санкт-Петербургскую консерваторию по классу фортепиано. Из-за травмы руки была вынуждена отказаться от карьеры пианистки, но смогла начать карьеру певицы.
В 1915 году дебютировала в партии Аиды в опере «Аида» Джузеппе Верди в Мариинском театре.
В 1917—1919 годах была солисткой Одесской оперы, затем вернулась в Петроград, возобновив выступления в Мариинском театре. В 1923 году эмигрировала с матерью и 15-летней дочерью Софьей сначала в Германию, затем, после смерти Софьи от менингита, во Францию.
В 1925—1929 годах пела в оперных театрах Парижа (Гранд-опера, дебютировала в партии Аиды), Монте-Карло, Барселоны, Ниццы.
Активно концертировала. В 1925 году приняла участие в концерте князя А. А. Оболенского в зале Erard (Париж). В том же году пела на торжествах по случаю 5-летия газеты «Последние новости». В 1926 году выступила на Исторических концертах русской музыки. Выступала в концертных отделениях бесед по русской литературе в Русском народном университете (1927), Фестивале русской музыки (1929) и др.
С 1929 по 1932 год была солисткой Русской оперы в Париже (Театр Елисейских полей/Théâtre des Champs-Élysées, антреприза Марии Кузнецовой-Бенуа, позднее Алексея Церетели), гастролировала с этой труппой в Лондоне (1931) и Лионе (опера «Сказание о невидимом граде Китеже и деве Февронии», 1935). В 1933—1935 годах пела в Русской опере под управлением М. Э. Кашука.
Выступала на оперной сцене и концертной эстраде до 1941 года. Концертировала на балах и вечерах, в том числе в Морском собрании, Кают-компании, Очаге друзей русской культуры, Тургеневском артистическом обществе, Одесском землячестве. Участвовала в благотворительных вечерах — в пользу Бийанкурской церкви, Российского общества Красного Креста (РОКК), нуждающихся морских офицеров и др. В 1937 и 1938 годах выступала в Париже в концертах Lamoureux. Участвовала в Пушкинских днях в 1937 году. В 1942 году принимала участие в литературно-музыкальных вечерах.
Исполняла партии: Наташа («Русалка» Александра Даргомыжского), Ярославна («Князь Игорь» Александра Бородина, 1930, Париж), Марина Мнишек («Борис Годунов» Модеста Мусоргского), Тамара («Демон» Антона Рубинштейна), Феврония («Сказание о невидимом граде Китеже и деве Февронии» Николая Римского-Корсакова), Татьяна («Евгений Онегин» Петра Чайковского), Лиза («Пиковая дама» Петра Чайковского); Флория Тоска («Тоска» Джакомо Пуччини), Сантуцца («Сельская честь» Пьетро Масканьи), Венера («Тангейзер» Рихарда Вагнера, Петроград, 1923), Ирена («Риенци» Рихарда Вагнера, Петроград, 1923), Изольда («Тристан и Изольда» Рихарда Вагнера), Брунгильда («Гибель богов» Рихарда Вагнера).
Партнёрами Яковлевой были: Софья Акимова, Павел Андреев, Александр Белянин, Гуальтьер Боссе, Мария Давыдова, Иван Ершов, Михаил Житовский, Александр Кабанов, Лидия Коротнева, Н. Лаврецкий, Николай Нагачевский, Александр Оксанский, Георгий Поземковский, Е. Свирская, Платон Цесевич, Фёдор Шаляпин, Г. Юренев. Пела под управлением Эмиля Купера, А. И. Лабинского, Даниила Похитонова, Михаила Штеймана и др.
В 1949—1979 годах — профессор по классу вокала Русской консерватории в Париже. С 1951 года проводила в консерватории концертные выступления своих учеников.
Член административного совета Российского музыкального общества за границей (РМОЗ).
Умерла 31 января 1979 года в Париже, похоронена на кладбище Пер-Лашез.

## Сандра Яковлева и Фёдор Шаляпин
По словам племянницы Сандры Татьяны Яковлевой (в пересказе её биографа Юрия Тюрина), она была любимой партнёршей Фёдора Шаляпина. В конце 1920-х годов, после эмиграции из России, Татьяна Яковлева жила в Париже в одном доме с бабушкой, дядей Александром Яковлевым и тётей Сандрой Яковлевой. В это же время у неё начался роман с Владимиром Маяковским, который она, в силу полной идеологической противоположности её родных и Маяковского, от родных скрывала («Володя был красный, мы — белые»). По этой же причине она не приглашала Маяковского к себе в дом. Но в этот же дом, для репетиций с партнёршей, приходил Шаляпин, что послужило причиной ревности Маяковского.
Он не знал, что моя тётя, Сандра, профессиональная оперная певица. Она была любимая партнёрша Фёдора Ивановича Шаляпина. И он приходил к нам домой, чтобы репетировать с Сандрой. А Володя был уверен, что в большей степени он приходит к нам из-за меня, так как не влюбиться в меня невозможно. Однажды, когда я провожала тётку на гастроли в Испанию, Володя выследил меня и, спрятавшись за фонарный столб, следил, не буду ли я целоваться с Шаляпиным. Узнав об этом, я его высмеяла. Он сначала набычился, а потом смеялся вместе со мной.

## Семья и родственные связи
Отец — Евгений Александрович Яковлев (1857—1898), российский инженер, изобретатель отечественного двигателя внутреннего сгорания. Основатель и владелец первого российского завода газовых и керосиновых двигателей (ныне завод «Вулкан»). Мать — Софья Петровна Кузьмина (?—1939), российский математик.
Братья Алексей Яковлев (после эмиграции в США Алексис Джексон; 1881—1950, по другим сведениям 1964), российский архитектор и Александр Яковлев (1887—1938), русский художник.
Дочь Софья. Умерла в 15-летнем возрасте, во время эмиграции вместе с матерью и бабушкой после Октябрьского переворота, заразившись по дороге из Санкт-Петербурга в Берлин менингитом.
Племянницы Татьяна Яковлева (1906—1991), французский и американский модельер женской одежды, художник-дизайнер. Возлюбленная и адресат двух любовных стихотворений Владимира Маяковского в 1928—1929 годах. Людмила Яковлева (1908—?), французская балерина, актриса, модель.
Внучатая племянница (дочь Татьяны Яковлевой) — Франсин дю Плесси Грей (1930—2019), американская писательница.